# Comité Olímpico de San Vicente y las Granadinas
El Comité Olímpico de San Vicente y las Granadinas (código COI: VIN) es el Comité Olímpico Nacional (CON) que representa a San Vicente y las Granadinas. También es el organismo responsable de la representación de San Vicente y las Granadinas en los Juegos de la Mancomunidad. 

## Historia
El Comité Olímpico Nacional de San Vicente y las Granadinas (SVGNOC), se creó en 1982 y fue reconocido oficialmente por primera vez en 1987.